# نديم الحكيم
نديم سعيد الحكيم (1929 - 23 أغسطس 1984) عسكري لبناني. من بلدة عين قاني بقضاء الشوف، تطوع في الجيش اللبناني بصفة تلميذ ضابط والحق في المدرسة الحربية في 16 تشرين الأول / أكتوبر 1952. رقي لرتبة ملازم في 1955، ملازم أول في 1958، نقيب في 1965، رائد في 1971، مقدم في 1973، عقيد ركن في 1977، عميد في 1982 و لواء ركن في 22 حزيران /يونيو 1983. أحرز على عديد الأوسمة خلال خدمته وعين رئيساً للأركان في الجيش في 15 شباط / فبراير 1983، توفي عائداً من إهدن على أثر سقوط طائرة مروحية في 23 أغسطس نفس السنة.

## سيرته
ولد نديم بن سعيد بن حسين الحكيم سنة 1929 في بلدة عين قاني الشوف وتلقی علومه في المدارس المحلية ثم في المدرسة الداودية في عبية، ثم في مدرسة دير سيدة مشموشة، ثم تطوع في الجيش بصفة تلميذ في المدرسة الحربية في 16 تشرين الأول 1952، وتخرج فيها برتبة ملازم 20 أيلول 1955، ثم رقي إلى رتبة ملازم أول 1 تشرين الأول 1958، وإلى رتبة نقيب 1 تموز 1964، وإلى رتبة رائد 1 كانون الثاني 1971، وإلى رتبة مقدم 1 كانون الثاني 1973، وإلى رتبة عقيد الركن 1 تموز 1977، وإلى رتبة عميد الركن 1 كانون الثاني 1982 وإلى رتبة لواء ركن في 22 حزيران 1983.

قام بالدورات التدريبية التالية: دورة دراسية في فرنسا 1955-1956، ودورة دراسية في أميركا 1963، ودورة دراسية أخرى في أميركا سنة 1981. خلال هذه المدة أُسندت إليه وظيفة آمر الفصيلة الأولى للفوج الأول سنة 1956، وضابط مخابرات للفوج الأول سنة 1958، وضابط مخابرات لمنطقة الجنوب سنة 1960، وضابط مخابرات للفوج الثاني في 1 أيلول 1960، وآمر سرية في الفوج الثالث 1968، ومساعد قائد الفوج الثالث 1970، وقائد الفوج الرابع وقيادة حمانا 1971، وقائد منظمة الشمال 1971، ورئيساً لأركان الجيش اللبناني في 15 شباط 1983 وعين عضواً في المجلس العسكري، ووكلت إليه إقرار الخطة الأمنية لبيروت الكبرى سنة 1984.

## الأوسمة
الأوسمة التي أحرزها فهي: 
- وسام الحرب ذو النجمة البرونزية، 1958.
- ميدالية الاستحقاق اللبناني الفضية لأعمال حربية، 1959.
- وسام التذكاري، 31 كانون الأول 1961.
- وسام الأرز من رتبة فارس، 1971.
- وسام الاستحقاق اللبناني الفضي ذو السعف درجة ثانية، 1972.
- وسام الحرب، 1973.
- وسام الحرب، 1975.
- وسام الأرز الوطني من رتبة ضابط، 1973.
- تهاني العماد قائد الجيش، 1983.[1]

## وفاته
وفي 23 آب 1984 وقع حادث لطائرته فيما كان عائداً من إهدن من اجتماعه مع الرئيس سليمان فرنجية فأودى بحياته وبحياة الملازم رشاد أبو شقرا والتلميذ الرقيب نزار أبو شقرا. وقتل في الحادث أيضاً قائد اللواء السابع العقيد نهرا الشالوحي. أقيم له مأتم رسمي حافل في المختارة تكلم فيه شيخ عقل الطائفة الدرزية محمد أبو شقرا وعدد من الخطباء، ووليد جنبلاط.